# Brič (Słowenia)
Brič – wieś w Słowenii, w gminie miejskiej Koper. Miejscowość obecnie jest niezamieszkana.